# Gabriel Dossen
Gabriel Dossen (29 de noviembre de 1999) es un deportista irlandés de origen marfileño que compite en boxeo. Ganó una medalla de oro en el Campeonato Europeo de Boxeo Aficionado de 2022, en el peso medio.

## Palmarés internacional
| Campeonato Europeo | Campeonato Europeo | Campeonato Europeo | Campeonato Europeo |
| Año                | Lugar              | Medalla            | Categoría          |
| ------------------ | ------------------ | ------------------ | ------------------ |
| 2022               | Ereván (Armenia)   | Medalla de oro     | 75 kg              |